# Orta San Giulio

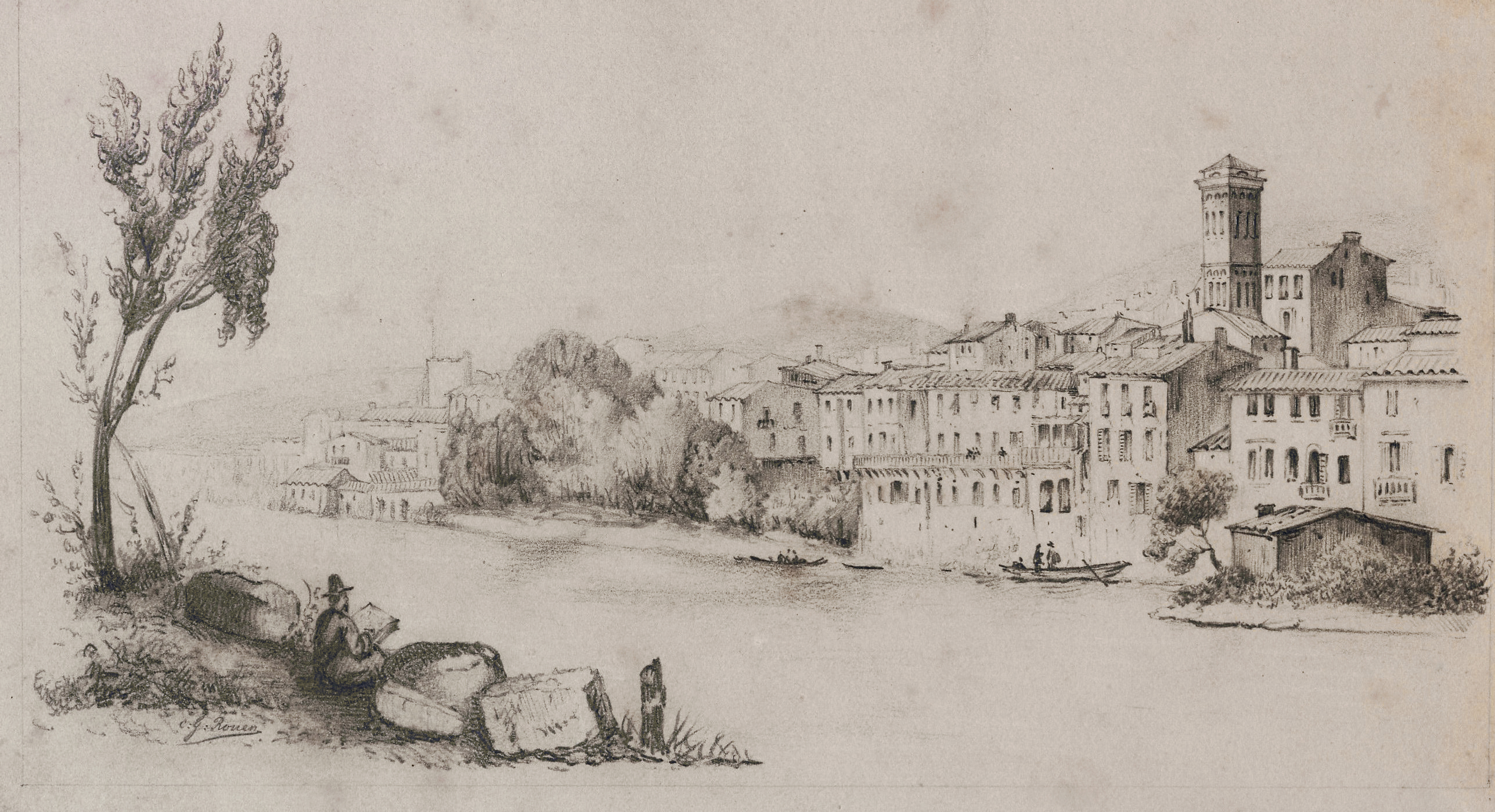
Orta San Giulio, tekening van generaal Charles Rouen, c. a. 1868.

Orta San Giulio is een gemeente in de Italiaanse provincie Novara (regio Piëmont) en telt 1170 inwoners (31-12-2004). De oppervlakte bedraagt 6,8 km², de bevolkingsdichtheid is 172 inwoners per km².
De volgende frazioni maken deel uit van de gemeente: Legro, Corconio, Imolo.

## Demografie
Orta San Giulio telt ongeveer 475 huishoudens. Het aantal inwoners steeg in de periode 1991-2001 met 10,9% volgens cijfers uit de tienjaarlijkse volkstellingen van ISTAT.
| Jaar | Inwoneraantal |
| ---- | ------------- |
| 1991 | 1009          |
| 2001 | 1119          |

## Geografie
De gemeente ligt op ongeveer 294 m boven zeeniveau.
Orta San Giulio grenst aan de volgende gemeenten: Ameno, Armeno, Bolzano Novarese, Gozzano, Miasino, Pettenasco.

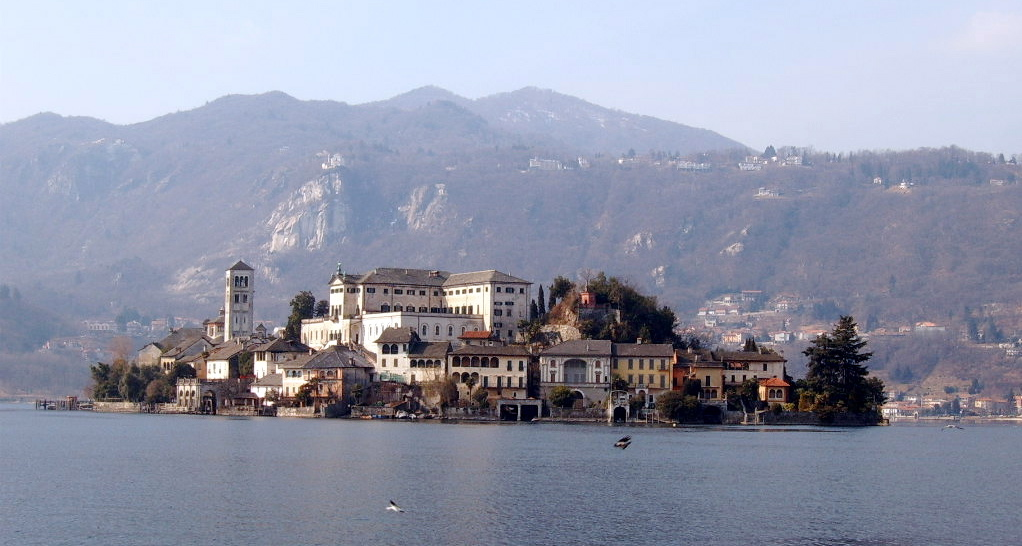
Isola San Giulio in het Ortameer
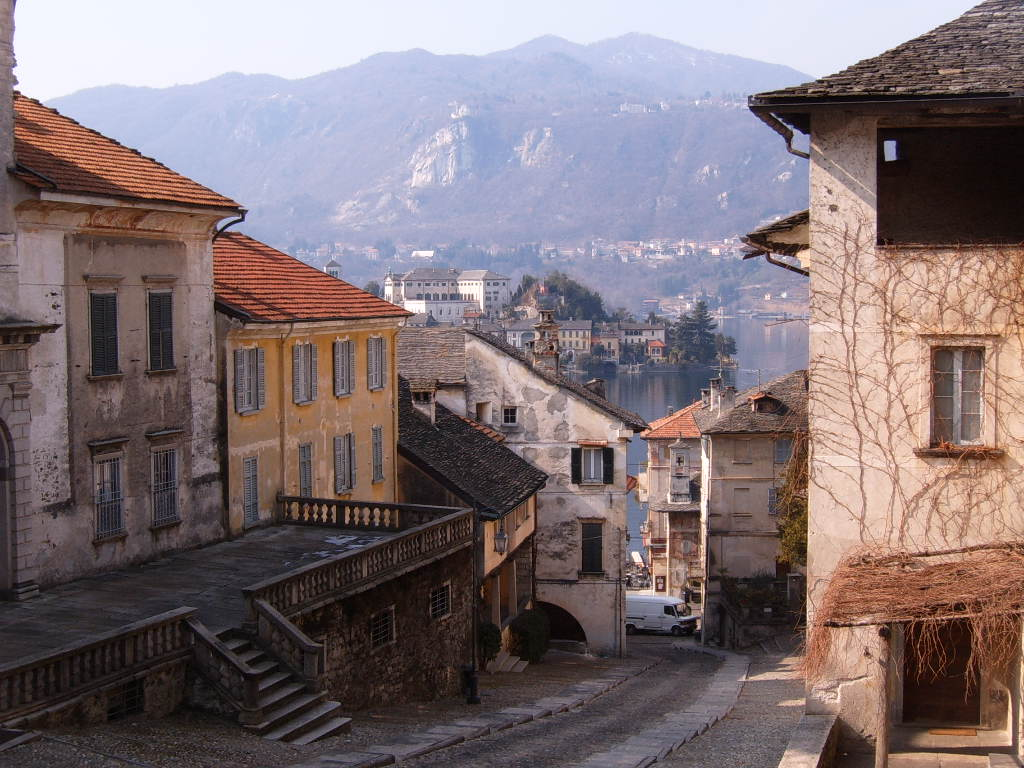
Orta San Giulio